# Episodi di Daniel Boone (terza stagione)
La terza stagione della serie televisiva Daniel Boone è stata trasmessa in anteprima negli Stati Uniti d'America dalla NBC tra il 15 settembre 1966 e il 13 aprile 1967.
| nº | Titolo originale                                | Titolo italiano | Prima TV USA      | Prima TV Italia |
| -- | ----------------------------------------------- | --------------- | ----------------- | --------------- |
| 1  | Dan'l Boone Shot a B'ar                         |                 | 15 settembre 1966 |                 |
| 2  | The Allegiances                                 |                 | 22 settembre 1966 |                 |
| 3  | Goliath                                         |                 | 29 settembre 1966 |                 |
| 4  | Grizzly                                         |                 | 6 ottobre 1966    |                 |
| 5  | First in War, First in Peace                    |                 | 13 ottobre 1966   |                 |
| 6  | Run a Crooked Mile                              |                 | 20 ottobre 1966   |                 |
| 7  | The Matchmaker                                  |                 | 27 ottobre 1966   |                 |
| 8  | Onatha                                          |                 | 3 novembre 1966   |                 |
| 9  | The Loser's Race                                |                 | 10 novembre 1966  |                 |
| 10 | The Enchanted Gun                               |                 | 17 novembre 1966  |                 |
| 11 | Requiem for Craw Green                          |                 | 1º dicembre 1966  |                 |
| 12 | The Lost Colony                                 |                 | 8 dicembre 1966   |                 |
| 13 | River Passage                                   |                 | 15 dicembre 1966  |                 |
| 14 | When a King Is a Pawn                           |                 | 22 dicembre 1966  |                 |
| 15 | The Symbol                                      |                 | 29 dicembre 1966  |                 |
| 16 | The Williamsburg Cannon (Part 1)                |                 | 12 gennaio 1967   |                 |
| 17 | The Williamsburg Cannon (Part 2)                |                 | 19 gennaio 1967   |                 |
| 18 | The Wolf Man                                    |                 | 26 gennaio 1967   |                 |
| 19 | The Jasper Ledbetter Story                      |                 | 2 febbraio 1967   |                 |
| 20 | When I Became a Man, I Put Away Childish Things |                 | 9 febbraio 1967   |                 |
| 21 | The Long Way Home                               |                 | 16 febbraio 1967  |                 |
| 22 | The Young Ones                                  |                 | 23 febbraio 1967  |                 |
| 23 | Delo Jones                                      |                 | 2 marzo 1967      |                 |
| 24 | The Necklace                                    |                 | 9 marzo 1967      |                 |
| 25 | Fort West Point                                 |                 | 23 marzo 1967     |                 |
| 26 | Bitter Mission                                  |                 | 30 marzo 1967     |                 |
| 27 | Take the Southbound Stage                       |                 | 6 aprile 1967     |                 |
| 28 | The Fallow Land                                 |                 | 13 aprile 1967    |                 |